# 12093 Chrimatthews
12093 Chrimatthews è un asteroide della fascia principale. Scoperto nel 1998, presenta un'orbita caratterizzata da un semiasse maggiore pari a 2,3864874 au e da un'eccentricità di 0,0293406, inclinata di 5,38779° rispetto all'eclittica.
L'asteroide è dedicato alla studentessa statunitense Christina Marie Matthews.